# Денилсон Перейра Невеш
Денилсон Перейра Невеш (Denílson Pereira Neves), познат само като Денилсон, е бразилски футболист, играещ за Сао Пауло преодстъпен под наем от Арсенал като полузащитник.
Преди да премине в Арсенал играе за младежката и мъжката формация на Сао Пауло. Той е забелязан от Топчиите и е привлечен за £6,4 млн. на 31 август 2006 г.